# Tiếng Dari
Dari (tiếng Ba Tư: دری Darī, phát âm là dæˈɾi hay Fārsī-ye Darī فارسی دری, [fɒːɾsije dæˈɾi]) trong các thuật ngữ mang tính lịch sử đề cập đến tiếng Ba Tư của Sassanids. Theo cách dùng hiện nay, thuật ngữ này đề cập đến các phương ngữ của tiếng Ba Tư hiện đại được nói tại Afghanistan, và vì thế còn được gọi là tiếng Ba Tư Afghanistan. Đây là thuật ngữ chính thức được chính phủ Afghanistan công nhận năm 1964 để gọi tiếng Ba Tư. Theo định nghĩa của Hiến pháp Afghanistan, đây là một trong hai ngôn ngữ chính thức của Afghanistan; ngôn ngữ còn lại là tiếng Pashtun. Dari là ngôn ngữ phổ biến nhất tại Afghanistan và là ngôn ngữ thứ nhất của khoảng 50% dân số, và giữ vai trò là ngôn ngữ chính của đất nước cùng với tiếng Pashtun. Các phương ngữ tại Iran và Afghanistan của tiếng Ba Tư có thể hiểu lẫn nhau ở mức độ cao, với các khác biệt chủ yếu là về từ vựng và âm vị.
Dari, ngôn ngữ được nói tại Afghanistan, không có liên quan với tiếng Dari hay tiếng Gabri của Iran, vốn là một ngôn ngữ thuộc nhóm Trung Iran, được một số cộng đồng Hỏa giáo sử dụng.

## Lịch sử và nguồn gốc tên gọi
Dari là tên được dùng để đặt cho ngôn ngữ văn chương Ba Tư mới vào thời kỳ đầu và được sử dụng rộng rãi trong tiếng Ả Rập (Al-Estakhri, Al-Muqaddasi, và Ibn Hawqal) và văn bản Ba Tư.
Có nhiều quan điểm khác biệt về nguồn gốc của từ Dari. Phần lớn các học giả tin rằng từ Dari liên quan đến từ dar hay darbār (دربار) trong tiếng Ba Tư, nghĩa là "triều đình", là nó là một ngôn ngữ trang trọng trong Triều đại Sassanid. Văn chương Tân Ba Tư, vốn được gọi là Dari, đã được phá triển đầu tiên tại Khorasan và Transoxiana và dần dần thay thế tiếng Parthia tại Đại Iran.
Nhóm ngôn ngữ Iran vẫn còn sự hiện diện rộng rãi tại Trung Á cả trong vài trò là ngôn ngữ bản đại hay ngôn ngữ giao thương. Nhưng ngược lại trong quía khứ, các ngôn ngữ Đông Iran, như tiếng Bactria, tiếng Sogdiana và tiếng Saka, và các ngôn ngữ Tây Iran, đặc biệt là tiếng Parthia và Tiếng Ba Tư Trung đại là các ngôn ngữ nổi bật. Tân Ba Tư (Dari) đã thay thế hầu hết các ngôn ngữ đó.

## Phân bổ
Dari, thường được những người sử dụng bản địa gọi là Farsi (Ba Tư), là một trong hai ngôn ngữ chính thức của Afghanistan (ngôn ngữ còn lại là tiếng Pashtun). Dari trên thực tế là ngôn ngữ để giao tiếp giữa nhiều nhóm sắc tộc khác nhau tại nước này.
Dari được 50% người Afghanistan sử dụng như là ngôn ngữ thứ nhất. người Tajik vốn chiếm 27% dân cư Afghanistan là những người sử dụng chủ yếu, theo sau là người Hazara (9%) và Aymāq (4%). Tuy nhiên, nhiều người Pashtun sinh sống tại đô thị cũng sử dụng Dari như là ngôn ngữ thứ nhất.
Dari chủ yếu được sử dụng tại miền bắc, tây và trung tâm của Afghanistan, và là một ngôn ngữ phổ biến tại các thành phố như Kabul, Herat, Mazar-i-Sharif, Fayzabad, Panjshir, và Bamiyan. Các cộng đồng nói tiếng Dari nhỏ hơn cũng hiện diện tại các khu vực phía nam, nơi mà tiếng Pashtun chiếm ưu thế như tạicacs thành phố Kandahar, Laghman, Gardez, Farah, và Jalalabad.